# Autopista AP-61
La autopista Segovia-San Rafael o AP-61 es una autopista de peaje española situada en la provincia de Segovia con su inicio en la localidad segoviana de San Rafael y su término en la SG-20 (Circunvalación de Segovia). Se inauguró el 7 de abril de 2003, y tiene una longitud de 28 km y 6 enlaces, de ellos 1 parcial y 5 totales.
La AP-61 discurre casi paralela a la carretera N-603. Igualmente también discurre paralelamente a ambas carreteras el F.C. Villalba-Segovia (Línea 53 de ferrocarril Media Distancia de Renfe) que une Madrid con Segovia, además de la histórica Cañada Real Soriana Occidental.
La concesionaria de la autopista AP-6 es Castellana de Autopistas, cuya concesión comenzó el 30 de enero de 2018, sustituyendo a la anterior empresa Iberpistas, si bien ambas empresas son propiedad del grupo Abertis, ampliándose ahora también a la AP-61 y la AP-51. Esta prórroga de la concesión fue condenada y declarada ilegal por el Tribunal de Justicia de la Unión Europea (TJUE) junto con la adjudicación de las obras de los años 2000, si bien ello no ha supuesto su anulación.

## Concesión
La Concesionaria de esta Autopista, y también de la AP-51, es Castellana de Autopistas, S.A. del grupo Abertis. La duración de la concesión es variable, dependiendo del tráfico que haya, y finaliza entre 2031 y 2036, de acuerdo al REAL DECRETO 1724/1999, de 5 de noviembre.
Se ha acordado el fin de concesión en el año 2029.

## Tráfico (Intensidad Media Diaria)
Según datos publicados por el Ministerio de Transportes, Movilidad y Agenda Urbana, la AP-61 registró una intensidad media diaria (IMD) en 2013 de 6136 vehículos al día (un 2,4 % menos que en 2012). Las cifras de tráfico se sitúan muy próximas a la media anual durante el año, con cifras homogéneas en torno a los 6000 vehículos anuales y tan solo en invierno la intensidad de tráfico se sitúa por debajo de esa cifra. La IMD de vehículos pesados en 2013 fue de 485, con un descenso del 3,4 %.
Esta tabla muestra la evolución de la intensidad media diaria desde 2003:
| Ejercicio | Intensidad media diaria | % Variación |
| --------- | ----------------------- | ----------- |
| 2003      | 4806                    |             |
| 2004      | 4769                    | –0,8        |
| 2005      | 5015                    | +5,2        |
| 2006      | 5544                    | +10,5       |
| 2007      | 6177                    | +11,4       |
| 2008      | 5966                    | –3,4        |
| 2009      | 6297                    | +5,5        |
| 2010      | 6556                    | +4,1        |
| 2011      | 6472                    | –1,3        |
| 2012      | 6288                    | –2,8        |
| 2013      | 6136                    | –2,4        |
| 2014      | 6479                    | +5,6        |
| 2015      | 6982                    | +7,8        |
| 2016      | 7486                    | +7,2        |
| 2017      | 7928                    | +5,9        |
| 2018      | 7624                    | –3,8        |
| 2019      | 7599                    | –0,3        |
| 2020      | 4586                    | –39,7       |
| 2021      | 6534                    | +42,5       |

## Tramos
| Denominación | ID antes 2003 | Tramo                           | Kilómetros | Año servicio |
| ------------ | ------------- | ------------------------------- | ---------- | ------------ |
| AP-61        | A-61          | San Rafael AP-6 - Segovia SG-20 | 28         | 2003         |

## Recorrido y salidas
.
| Velocidad      | Esquema | Salida | Sentido Segovia                                                             | Sentido Madrid                                         | Carretera que enlaza                         |
| -------------- | ------- | ------ | --------------------------------------------------------------------------- | ------------------------------------------------------ | -------------------------------------------- |
| (dir. Segovia) |         | 61     | AP-61 Segovia (Inicio de la AP-61)                                          | AP-6 Villalba - Madrid (Fin de la AP-61)               | AP-6                                         |
|                |         |        | Río Gudillos                                                                |                                                        |                                              |
|                |         |        | Paso superior de la carretera SG-P-7223                                     |                                                        |                                              |
|                |         |        | Río Moros                                                                   |                                                        |                                              |
|                |         |        | Paso inferior sobre la carretera SG-A-7225                                  |                                                        |                                              |
|                |         |        | Paso superior de la carretera N-603 (×2)                                    |                                                        |                                              |
|                |         | 68     | N-603 Otero de Herreros Los Ángeles de San Rafael                           | N-603 Otero de Herreros Los Ángeles de San Rafael      | N-603 (peaje )                               |
|                |         |        | Paso superior de la carretera N-603                                         |                                                        |                                              |
|                |         | 74     | N-603 Ortigosa del Monte                                                    | N-603 Ortigosa del Monte Otero de Herreros             | N-603 (peaje )                               |
|                |         |        | Peaje troncal de Ortigosa del Monte                                         |                                                        |                                              |
|                |         |        | Paso inferior sobre F.C. Madrid-Segovia                                     |                                                        |                                              |
|                |         |        | Paso inferior sobre la carretera N-603                                      |                                                        |                                              |
|                |         |        | Paso superior de la carretera SG-V-7210                                     |                                                        |                                              |
|                |         |        | Río Peces                                                                   |                                                        |                                              |
|                |         |        | Río Frío                                                                    |                                                        |                                              |
|                |         | 86     | Hontoria Polígono Industrial centro comercial                               | Hontoria Polígono Industrial N-603 San Rafael - Madrid | N-603                                        |
|                |         |        | Paso inferior sobre L.A.V. Madrid-Segovia-Valladolid                        |                                                        |                                              |
|                |         | 88AB   | SG-20 N-110 Ávila - Soria A-601 Valladolid                                  | SG-20 N-110 Ávila - Soria A-601 Valladolid             | SG-20                                        |
|                |         |        | Segovia Polígono Industrial centro comercial Estación AVE (Fin de la AP-61) | AP-61 AP-6 Madrid (Inicio de la AP-61)                 | Calle Recibidores . Calle Campos de Castilla |